# フローラン・エミリオ・シリ
フローラン・エミリオ・シリ（Florent-Emilio Siri、1965年3月2日 - ）は、フランスの映画監督、脚本家である。

## 監督作品
- Une minute de silence （1998年）
- スズメバチ Nid de guêpes （2002年）※兼脚本
- ホステージ Hostage （2005年）
- いのちの戦場 -アルジェリア1959- L'ennemi intime （2007年）
- 最後のマイ・ウェイ Cloclo （2012年）※兼脚本
- Pension complète (2015)